# UFC Fight Night: Shevchenko vs. Carmouche 2
UFC Fight Night: Shevchenko vs. Carmouche 2 (conosciuto anche come UFC Fight Night 156 oppure UFC on ESPN+ 14) è stato un evento di arti marziali miste tenuto dalla Ultimate Fighting Championship il 10 agosto 2019 all'Antel Arena di Montevideo, in Uruguay.

## Risultati
|                                        | Divisione             |                          |                 |                       | Metodo                                      | Round           | Tempo           | Premio          |
| Card Principale                        | Card Principale       | Card Principale          | Card Principale | Card Principale       | Card Principale                             | Card Principale | Card Principale | Card Principale |
| -------------------------------------- | --------------------- | ------------------------ | --------------- | --------------------- | ------------------------------------------- | --------------- | --------------- | --------------- |
| Sfida valida per il titolo di campione | Pesi mosca femminile  | Valentina Shevchenko (c) | batte           | Liz Carmouche         | Decisione unanime (50–45, 50–45, 50–45)     | 5               | 5:00            |                 |
|                                        | Pesi welter           | Vicente Luque            | batte           | Mike Perry            | Decisione non unanime (28–29, 29–28, 29–28) | 3               | 5:00            | FOTN            |
|                                        | Pesi piuma            | Luiz Eduardo Garagorri   | batte           | Humberto Bandenay     | Decisione unanime (30–27, 30–27, 30–27)     | 3               | 5:00            |                 |
|                                        | Pesi mediomassimi     | Volkan Oezdemir          | batte           | Ilir Latifi           | KO (pugni)                                  | 2               | 4:31            | POTN            |
|                                        | Pesi medi             | Rodolfo Vieira           | batte           | Oskar Piechota        | Sottomissione (arm-triangle choke)          | 2               | 4:26            |                 |
|                                        | Pesi piuma            | Enrique Barzola          | batte           | Bobby Moffett         | Decisione non unanime (28–29, 29–28, 29–28) | 3               | 5:00            |                 |
| Card Preliminare                       |                       |                          |                 |                       |                                             |                 |                 |                 |
|                                        | Pesi welter           | Gilbert Burns            | batte           | Alexey Kunchenko      | Decisione unanime (29–28, 29–28, 29–28)     | 3               | 5:00            |                 |
|                                        | Pesi massimi          | Ciryl Gané               | batte           | Raphael Pessoa Nunes  | Sottomissione (arm-triangle choke)          | 1               | 4:12            |                 |
|                                        | Pesi paglia femminili | Marina Rodriguez         | batte           | Tecia Torres          | Decisione unanime (30–27, 30–27, 30–26)     | 3               | 5:00            |                 |
|                                        | Pesi mosca            | Rogério Bontorin         | batte           | Raulian Paiva Franzão | KO tecnico (stop medico)                    | 1               | 2:56            |                 |
|                                        | Pesi gallo            | Chris Gutiérrez          | batte           | Geraldo de Freitas    | Decisione non unanime (29–28, 27–30, 29–28) | 3               | 5:00            |                 |
|                                        | Pesi leggeri          | Alex da Silva Coelho     | batte           | Rodrigo Vargas        | Decisione unanime (30–27, 30–27, 30–27)     | 3               | 5:00            |                 |
|                                        | Pesi mosca femminile  | Veronica Macedo          | batte           | Polyana Viana         | Sottomissione (armbar)                      | 1               | 1:09            | POTN            |

## Premi
I lottatori premiati ricevettero un bonus di 50.000 dollari.
Legenda:
- FOTN: Fight of the Night (vengono premiati entrambi gli atleti per il miglior incontro dell'evento)
- POTN: Performance of the Night (viene premiato il vincitore per la migliore performance dell'evento)